# Ibaiondo
Ibaiondo è il quinto distretto della città di Bilbao, nei Paesi Baschi spagnoli.
Diviso tra i quartieri di Atxuri, Bilbo Zarra, Casco Viejo, Iturralde, Abusu, San Adrián, San Francisco, Solokoetxe, Miribilla e Zabala, in euskera significa "oltre il fiume".
Il distretto comprende sia la parte più moderna della città, il quartiere Miribilla, la cui costruzione cominciò nel 1999 e venne terminata due anni più tardi, che quella più antica, ovvero il Casco Viejo, zona fortificata risalente al medioevo, con le chiese di Sant'Antonio e la Cattedrale di Santiago, entrambe risalenti al XV secolo.
È inoltre il distretto più popolato (57 340 abitanti nel 2006) ed esteso della città, con un'area di 9,65 km² (un quarto dell'intera municipalità): l'area urbana si estende solo per 2,45 km², mentre la restante parte riguarda il monte Pagasarri.